# Barleria grandiflora
Barleria grandiflora es una especie de planta con flores del género Barleria, familia Acanthaceae.

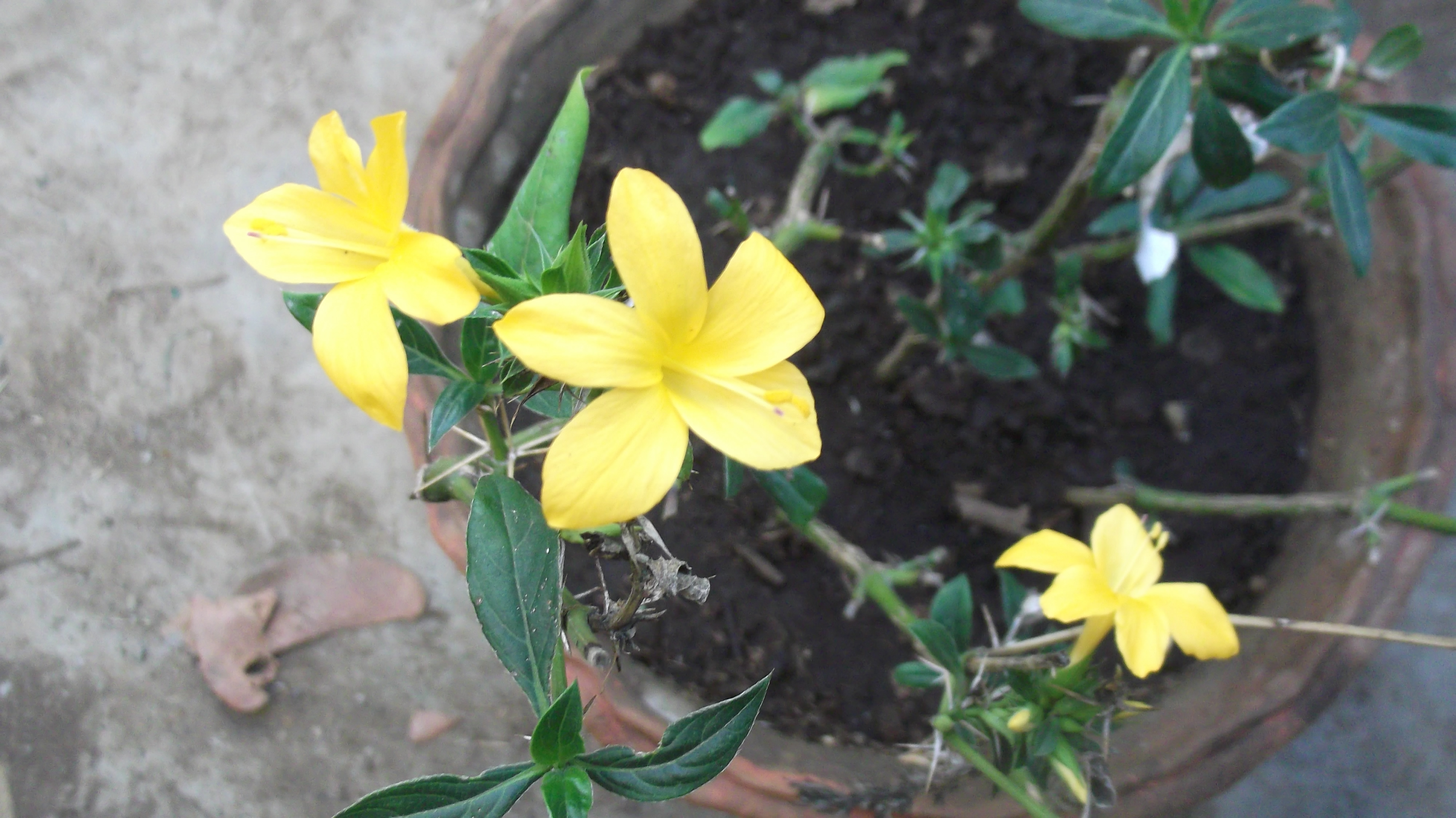
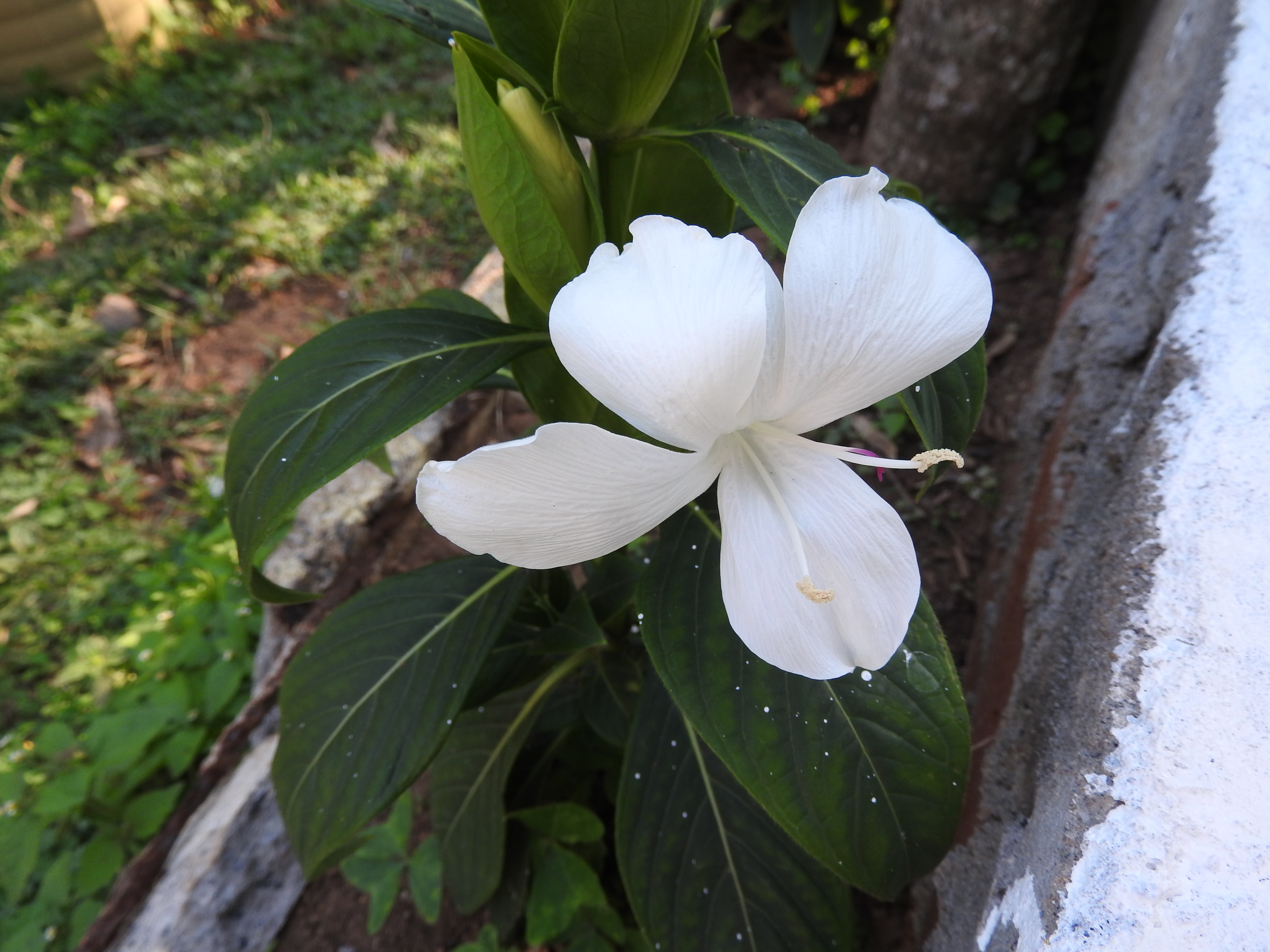
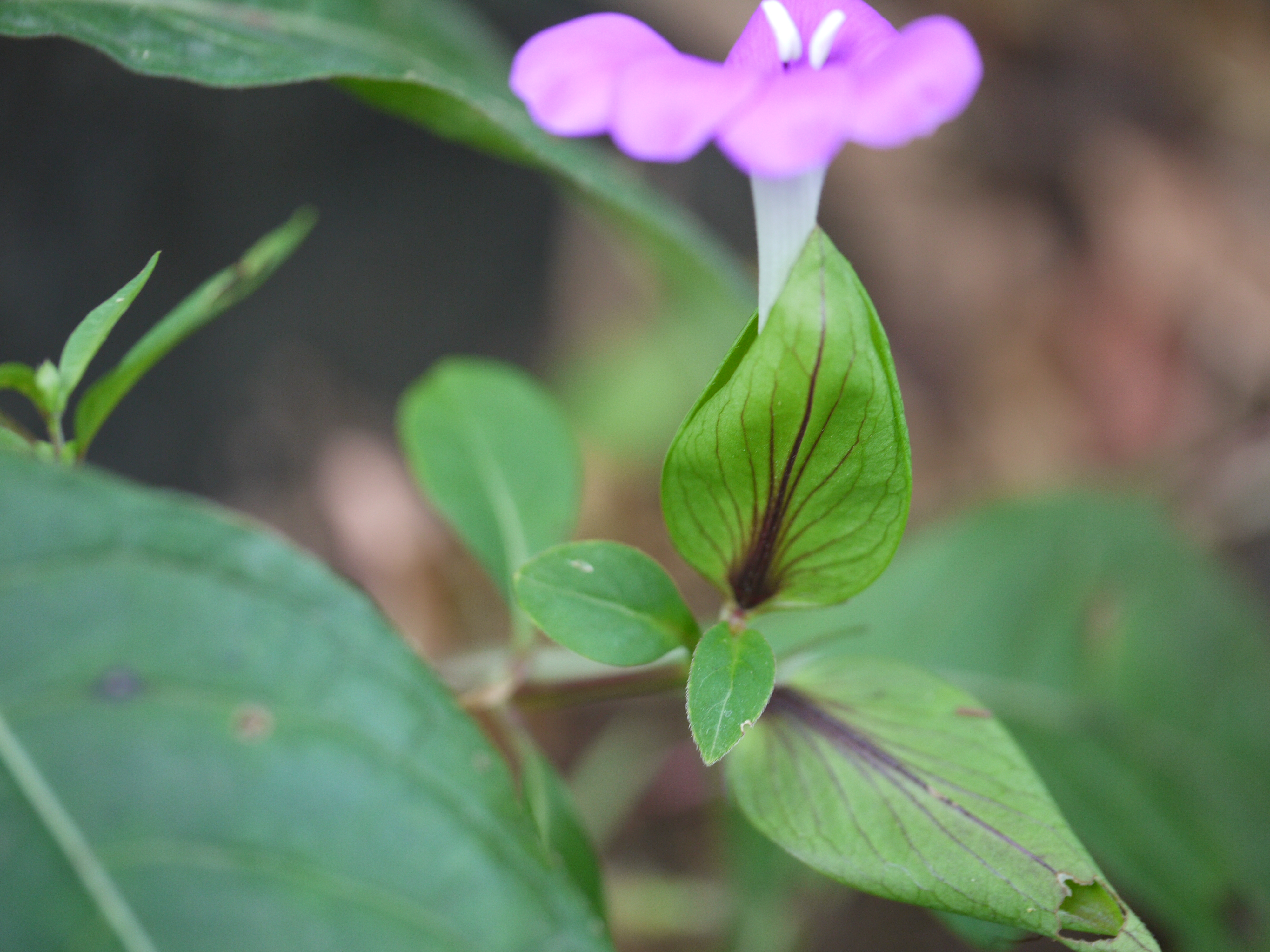
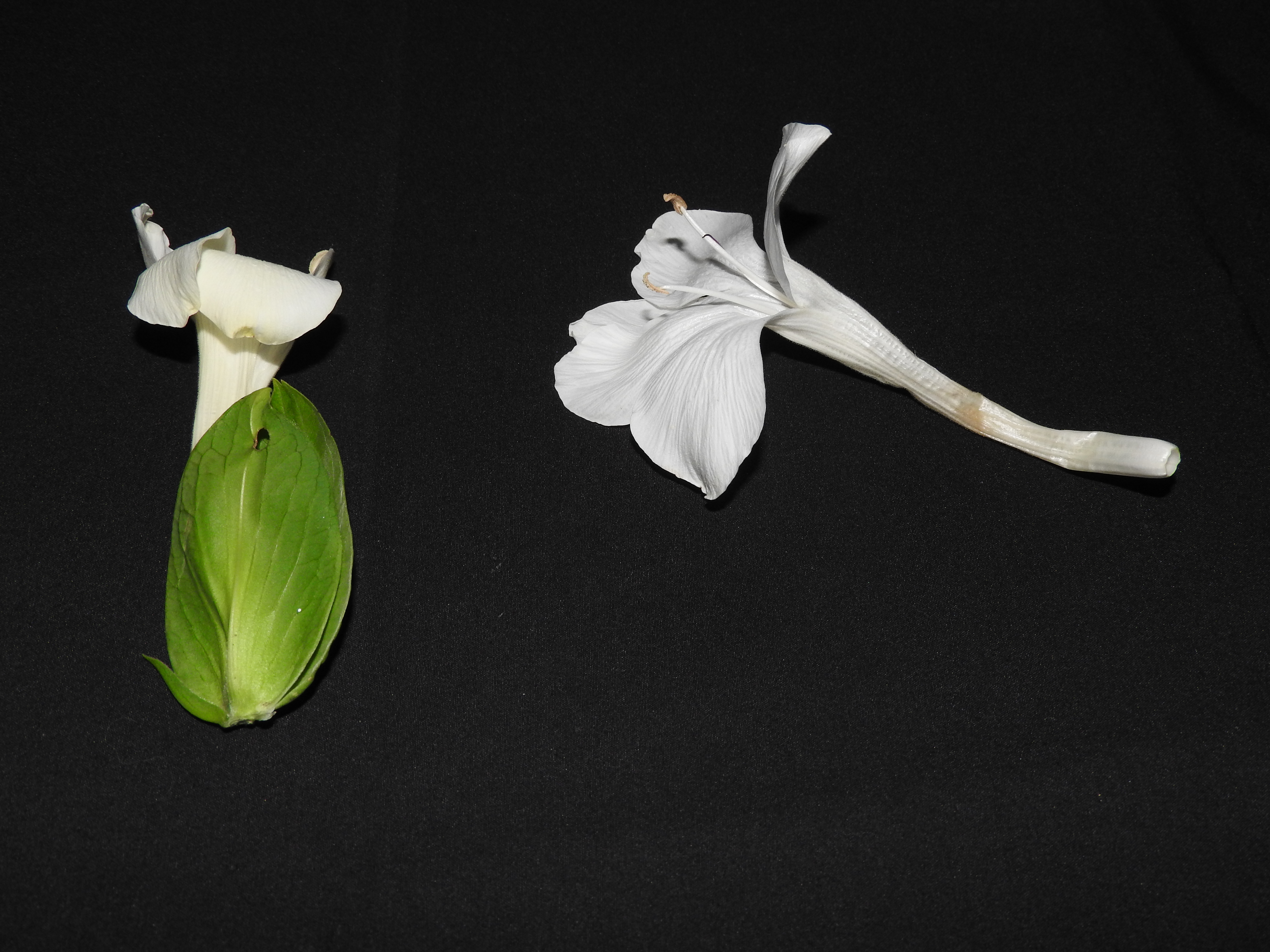

Es nativa de India.